# Anne Kure
Anne Kure, född 27 februari 1845 i Rygge, Østfold fylke, död 13 juni 1914 i Kristiania, var en norsk hotellägare. Hon drev Anne Kures Hotel i Oslo 1899–1914 och spelade en viktig roll inom den dåtida norska hotellnäringen och dess utveckling. Hon intresserade sig också för sjukvård och drev ett av Oslos största sanatorier. 